# Motor City Mechanics
Die Motor City Mechanics waren eine US-amerikanische Eishockeymannschaft aus Redford, Michigan. Das Team spielte von 2004 bis 2006 in der United Hockey League.

## Geschichte
Die Mannschaft wurde 2004 als Franchise der United Hockey League gegründet. In ihrer Premieren-Spielzeit profitierten sie vom Lockout in der National Hockey League während der Saison 2004/05. Mit Chris Chelios, Derian Hatcher, Bryan Smolinski und Sean Avery konnten sie gleich vier NHL-Spieler verpflichten. Ursprünglich sollte auch der Kanadier Kris Draper für die Motor City Mechanics auflaufen, erhielt jedoch wegen diverser VISA-Bestimmungen keine Arbeitsgenehmigung.
In den beiden Spielzeiten ihres Bestehens erreichten die Motor City Mechanics jeweils den dritten Platz der Central Division, qualifizierten sich jedoch nur in der Saison 2005/06 für die Play-offs um den Colonial Cup, in denen sie in der ersten Runde dem späteren Meister Kalamazoo Wings in der Best-of-Seven-Serie mit einem Sweep unterlagen. Im Anschluss an diese Spielzeit wurde das Franchise aufgelöst.

## Saisonstatistik
Abkürzungen: GP = Spiele, W = Siege, L = Niederlagen, T = Unentschieden, OTL = Niederlagen nach Overtime SOL = Niederlagen nach Shootout, Pts = Punkte, GF = Erzielte Tore, GA = Gegentore, PIM = Strafminuten
| Saison  | GP | W  | L  | T | OTL | SOL | Pts | GF  | GA  | Platz       | Playoffs                       |
| 2004/05 | 80 | 37 | 36 | — | —   | 7   | 81  | 229 | 262 | 3., Central | nicht qualifiziert             |
| 2005/06 | 76 | 40 | 30 | — | —   | 6   | 86  | 251 | 246 | 3., Central | Niederlage in der ersten Runde |

## Team-Rekorde

### Karriererekorde
Spiele: 135  Rod Branch
Tore: 51  Adam Edinger
Assists: 65  Brent Gretzky
Punkte: 80  Brent Gretzky
Strafminuten: 246  Kevin Hansen

## Bekannte Spieler
- Sean Avery
- Chris Chelios
- Derian Hatcher
- Jared Ross
- Bryan Smolinski
- Peter Szabó